# Bois des Mornards
Le Bois des Mornards, situé sur la commune de Ciré-d'Aunis, s’intègre aux marais de Rochefort. Il est situé sur son secteur Est et est classé en Zone naturelle d'intérêt écologique, faunistique et floristique  (ZNIEFF) de type 1.
Ce boisement, d’une forte richesse naturelle, est  constitué d’un vaste ensemble de prairies humides, de marais doux et de terrains cultivés. Autour de ces prairies, une mosaïque d’habitats (roselière, …), dont les boisements humides, assure des fonctions biologiques et hydrauliques importantes.
On retrouve ainsi des stations d’espèces végétales patrimoniales uniques pour ce genre d’habitat. De plus, ces boisements humides assurent une complémentarité avec les zones de prairies de marais en offrant des sites de reproduction aux oiseaux (Héron garde-bœufs, Aigrette garzette, Cigogne blanche …), des zones de chasse pour les chauves-souris.

## Intérêt historique
Au XVIIIe siècle, un réseau de fossés et de terrées a été créé pour essayer de valoriser ces terres difficiles d’accès. Des alignements de frênes, et plus tardivement de peupliers, furent plantés. Les frênes étaient étêtés, d’où leur appellation commune « frêne têtard »

## La «nature» dans le boisement
Le Bois des Mornards est remarquable en raison de la présence de nombreux frênes têtards et de surfaces importantes de touradons de grands carex. Insolite paysage du marais rochefortais, il en est le dernier exemple de taille significative (environ 60 ha), alors qu’il est encore commun dans le Marais Poitevin.
Un inventaire biologique réalisé par la LPO et portant sur un panel de boisements humides du marais de Rochefort a mis en évidence le Bois des Mornards. Avec 190 espèces végétales recensées, ce bois est considéré comme l’un des sites les plus riches du secteur.
La richesse botanique s’explique par :
- la surface importante de 60 ha d’un seul tenant,
- la topographie issue des levées de terres permettant l’existence d’arbres têtards et des nombreuses dépressions humides,
- l’hydromorphie prolongée en saison estivale,
- l’importance des lisières, entre prairies et boisements ou avec les jachères enherbées.

Le site est composé pour l’essentiel de frênaie marécageuse et de quelques prairies, la faune s’est adaptée à ce milieu très humide l’hiver et en partie asséché l’été.
Dans les fossés, de nombreux amphibiens se reproduisent tels que la rainette méridionale, la salamandre tachetée… servant de nourriture aussi à de nombreux reptiles comme les couleuvres verte et jaune ou à collier. Les oiseaux sont également bien représentés car la présence des fossés en eau et les hauts arbres permettent à de nombreuses espèces d’oiseaux peu communes comme le Faucon hobereau et les hérons cendrés, garde-bœufs et pourprés d’y trouver refuge pour y construire leur nid au printemps. Le bois des Mornards est le site de reproduction d’une colonie de héron pourpré.
La présence de vieux arbres et notamment les têtards de frênes, permettent à la rosalie des Alpes, coléoptère d’importance européenne, de s’y développer. La loutre d'Europe et de nombreuses chauves-souris sont aussi recensées grâce à leur trace ou à leurs émissions d’ultrasons.
La présence des prairies ou des jachères entretenues en bordure garantit un échange biologique primordial pour la faune qui chasse bien souvent dans les prairies mais trouve refuge dans les boisements anciens.

## Acquisition
Dans le cadre du programme LIFE  « Marais de Rochefort », le Cren a acquis à l’amiable environ 3 ha de boisements et environ 2 ha sont en promesses de vente à la SAFER.

## Gestion
Un certain nombre de personnes privées maintient une activité traditionnelle de coupe de bois de chauffage. Ce boisement, issu de l’activité humaine, restera entretenu dans las années à venir par l’émondage ou l’étêtage de nouveaux frênes afin de maintenir ce patrimoine culturel et historique. Début 2010, une centaine d’arbres ont été entretenus sur ce principe sur les parcelles acquises avec l’aide financière du LIFE « Marais de Rochefort ».
La vigilance est de mise afin d'éviter une dérive éventuelle avec la coupe des boisements en été permettant de sortir le bois rapidement mais ne tenant pas compte du cycle biologique des arbres.
Afin de restaurer ce boisement, une plantation d’une centaine d’arbres a eu lieu afin de reconstituer les alignements caractéristiques des levées boisées.